# JR 도카이 버스
JR 도카이 버스 주식회사(일본어: ジェイアール東海バス株式会社社 ジェイアールとうかいバス[*])은 주쿄권을 중심으로 승합버스·전세버스 사업을 하는 JR 도카이 그룹의 자회사이다.

## 연혁
- 1987년 4월 1일 - 국철 분할 민영화에 의해, JR 도카이 차량 사업부 (통칭: JR 도카이 버스)가된다.
- 1988년
  - 3월 1일 - JR 도카이 버스 주식회사 설립.
  - 4월 1일 - JR 도카이 버스 사업 부문을 인수, 영업 개시.

## 같이 보기
- JR 버스